# Guy Bajoit
Guy Bajoit — né le 22 avril 1937 à Mélin (Province du Brabant wallon en Belgique) — est un sociologue belge. Il est professeur émérite de sociologie à l’Université catholique de Louvain (Louvain-la-Neuve, Belgique).
Son objet principal de recherche est le changement social et culturel dans les sociétés contemporaines d'Europe et d'Amérique Latine, notamment par des analyses du développement, de la jeunesse, de l’école, des métiers du secteur non marchand, des politiques sociales, ainsi que de l’action collective et des mouvements sociaux. Tel est encore son fil conducteur, que l'on peut retrouver dans ses livres les plus importants : depuis Pour une sociologie relationnelle (1992), jusqu'à L'individu, sujet de lui-même (2013), en passant par Les jeunes dans la compétition culturelle (1995), Le changement social (2003), Pour une sociologie de combat (2010) et Socio-analyse des raisons d'agir (2011). 

## Biographie

### Enfance et formation
Guy Bajoit est fils unique, d’un père machiniste à la Société nationale des chemins de fer belges et petit cultivateur, et d’une mère ménagère et couturière à domicile. Il fait ses études primaires à l’école communale de Mélin et ses études secondaires à l’Institut Saint Albert de Jodoigne. Il s’inscrit ensuite à l’Université catholique de Louvain (UCLouvain), où il devient d’abord ingénieur commercial, puis, quelques années plus tard, licencié et docteur en sociologie. 

### Parcours professionnel
Après avoir terminé ses études d'ingénieur commercial (en 1959), il devient l'adjoint de l'administrateur général de cette même université et il dirige (entre 1961 et 1967) le service des finances et du budget. Il change ensuite radicalement d’orientation professionnelle. Il crée d’abord, à l’UCLouvain, en 1967, un service de coopération au développement (le Secrétariat du tiers monde), qu’il dirige jusqu’en 1982. Ce service octroie des bourses à des étudiants venus d’Afrique, d’Asie et d’Amérique latine, pour suivre à l’UCLouvain des programmes de troisième cycle et réaliser des doctorats. Parallèlement, il suit une licence (1971) et réalise un doctorat (1978) en sociologie à l’UCLouvain. De 1982 à 1987, il enseigne la sociologie à l’Université Lille I (à Villeneuve d’Ascq). Il devient ensuite professeur à l’UCLouvain (de 1987 à 2002), où il enseigne au Département des sciences politiques et sociales (Unité de sociologie), à l’Institut d’étude du développement et à la Faculté ouverte de politique économique et sociale
Il est régulièrement invité à faire des cours ou des conférences dans plusieurs universités étrangères : à l’Université de Fribourg (Suisse), à Sciences Po (Paris), à l’Université complutense de Madrid (cours de sociologie du développement depuis 1982) et en Amérique latine (cours ponctuels en Bolivie, au Mexique, au Brésil… et surtout au Chili où il se rend chaque année depuis plus de trente ans). En décembre 2017, le Gouvernement chilien, sous la présidence de Michelle Bachelet, lui a octroyé le titre de "Chevalier de l'Ordre du Mérite académique et culturel Gabriela Mistral". 
Enfin, depuis de nombreuses années, il est associé aux travaux de plusieurs organisations belges qui s’occupent de formation de la jeunesse, qu’il s’agisse d’éducation au développement (avec la Coopération technique belge, ITECO, le Centre tricontinental (CETRI), le Service civil international (SCI), de formation à l’engagement militant (avec le Mouvement ouvrier chrétien (MOC), les syndicats…) ou de réflexion sur l’école secondaire (avec le Secrétariat général de l’enseignement catholique (SeGEC), le CECAFOC…).

### Activité d’enseignant
Ses cours portent sur des thèmes très divers : l’introduction à la sociologie, la question du développement, le changement social et culturel dans les sociétés industrielles, l’action collective, la jeunesse, la question du sujet et la socio-analyse, la méthodologie qualitative.

## Thèmes de recherche
Son objet principal de recherche est le changement social et culturel dans les sociétés occidentales contemporaines, notamment par des analyses de la jeunesse, de l’école, des métiers du secteur non marchand, des politiques sociales, ainsi que de l’action collective et des mouvements sociaux. Depuis son éméritat, en 2002, ses recherches portent sur la sociologie de l’histoire, plus précisément, sur l’analyse des modèles culturels constitutifs de la culture de l’Europe occidentale.  
La question centrale, à laquelle il consacre sa réflexion, est : comment la pratique des relations sociales « fabrique-t-elle » des sujets personnels et/ou collectifs ? Cette problématique est d’ailleurs celle qui occupe la plupart des sociologues depuis le dernier quart du vingtième siècle, notamment les plus réputés d'entre eux, tels Anthony Giddens, Ulrich Beck, Alain Touraine, Manuel Castells et beaucoup d’autres. En effet, après les grandes mutations (technologique, économique, politique, sociale et culturelle) qu'ont connues les sociétés modernes depuis cette époque, ces scientifiques pensent que la sociologie a besoin d'être renouvelée. C’est à ce renouvellement que G. Bajoit s’efforce de contribuer, et tel est le fil conducteur, que l'on peut retrouver dans les livres les plus importants qu’il a publiés (voir les publications). 

## Quelques commentaires critiques
- Claude Wagnon[7] (Université de Lille I), dans un compte-rendu du livre de Bajoit, Pour une sociologie relationnelle, fait remarquer que : « s'il est vrai que le concept de relation sociale permet bien d'articuler les paradigmes de la sociologie classique et de la fonder sur un paradigme relationnel, en faisant de la relation sociale la cellule de base du tissu social, l'auteur rend manifeste la limite de la démarche, en dépit de son vœu d'apporter une solution au difficile problème de l'articulation du micro- et du macro-social ». Wagon estime en effet que le concept de relation sociale, « convient mieux aux analyses micro-sociales qu'à celles qui sont posées en termes de rapports sociaux ».

- Claude Vautier[8] (Université de Toulouse) soulève aussi cette question dans son étude sur la sociologie relationnelle : « on a déjà signalé la position de Bajoit qui, tout en appelant à une sociologie relationnelle, écrit par ailleurs que la sociologie ne peut pas ne pas faire du sujet individuel le centre de son analyse. » L'articulation du micro- et du macro-social, constitue en effet, comme l'ont bien vu Wagnon et Vautier, la question qui n'a cessé depuis de préoccuper Bajoit : celle qu'il appelle « la boîte noire » de la sociologie.

- Danilo Martuccelli[9](Université de Paris-Descartes), dans un article concernant le livre de Bajoit, Le changement social, lui reproche de vouloir conserver et rénover une sociologie fondée sur l’existence d’une « société », pensée comme « un tout fonctionnel », comme « l’articulation structurelle de tous les éléments de la vie sociale », alors que, selon lui, cette société-là n’existe plus aujourd’hui : elle se serait, selon l’expression de Marschall Berman, « évaporée dans l’air » ! Par conséquent, vouloir dissocier l’individu-objet (produit par la société) et l’individu-sujet (qui produit la société) ne serait plus une démarche pertinente, à cause de « la fin de l’idée d’une totalité sociétale analytiquement harmonieuse », qui engendrerait une « autonomie croissante des logiques d’action » et une « distanciation de l’individu de ses propres images sociales ». Il faudrait donc « explorer de nouvelles sources d’inspiration théorique » qui permettraient de comprendre les « nouveaux principes d’articulation sociale ». Il reconnaît cependant que : « Le paradigme de la sociologie relationnelle, que Bajoit développe depuis de début des années ’90, vise justement à renouveler l’idée de société, à la lumière des changements fondamentaux qu’à connu le capitalisme de la fin du siècle passé » et que « le paradigme identitaire de Bajoit se présente comme une théorie de la société, au sens fort du terme ».

- Yvon Le Yondre[10] (Université de Rennes 2), commentant un article publié par Bajoit dans un ouvrage collectif coordonné par Marc Henry Soulet[11] (Université de Fribourg), signale que, chez les sociologues d’aujourd’hui, la question du sujet personnel manque encore d’une conceptualisation théorique bien établie. C’est pourquoi écrit-il : « en l’absence d’un véritable cadrage d’ensemble, nous invitons à commencer la lecture {du livre cité} par le texte de Guy Bajoit, propre à éclairer les textes de la deuxième partie, à tonalité plus empirique ».

- Henri Eckert[12] (Université de Poitiers), dans un compte-rendu du livre de Bajoit, Socio-analyse des raisons d’agir, estime qu’il s’agit d’« un livre intrigant et roboratif. {…} Roboratif, incontestablement ! Tant il est vrai que sa lecture stimule l'intelligence et captive l'intérêt. Le chapitre consacré à la “question de la liberté” nous a passionné ». Mais il le juge aussi « intrigant » : « l'auteur de ces lignes ne peut toutefois cacher une certaine perplexité face à l'affirmation selon laquelle le moment serait venu de “considérer l'individu comme le principe central d'explication de la sociologie”. Guy Bajoit revendique cette évolution, qu'il qualifie d'ailleurs de “révolution copernicienne” ». Pour sa part, Eckert considère que « le social, en tant qu'il manifeste quelque chose qui dépasse la seule somme des individus qu'il réunit, possède une épaisseur propre, qui continue d'agir les individus. »

- Danillo Martuccelli[13] (Université de Paris-Descartes), exprime lui aussi cette même préoccupation quand, à propos du même livre, il signale : « le risque de réduire le travail sociologique aux arcanes des raisons du moi. L’individu devient sournoisement alors le véritable – le seul ? – objet de la sociologie ». Ces critiques ne l’empêchent pas cependant « d’attirer l’attention sur l’ambition et la richesse du projet intellectuel engagé par l’auteur depuis bientôt une vingtaine d’années ». Il considère que : « Dans l’horizon pluriel de ce que sont désormais les sociologies francophones de l’individu, la théorie et la méthode de socio-analyse de Guy Bajoit constituent, sans aucun doute, un apport neuf et significatif. »

- Jacques Réhaume[14],  Université du Québec à Montréal), dans un compte-rendu du même livre, estime que la socio-analyse « fait bien voir le champ des contraintes qui rendent difficile l’accès à la liberté de sujet, bien montrée par ailleurs. » Mais il pense aussi que : « Si les raisons d’agir sont bien développées, leur aboutissement dans des logiques d’action, comme celle de l’échange et surtout celle de la solidarité, est beaucoup moins étayé. »

- Martin Wagener[15] (CADIS/EHESS et Université catholique de Louvain), Rachel Brahy (Université de Liège) et Nicolas Marquis (Université libre de Bruxelles)pensent que : « la Socio-analyse des raisons d’agir nous rappelle qu’il est important de continuer, inlassablement, à interroger notre discipline, à tenter de l’ajuster au réel. En bref, elle invite à une réflexion des plus rafraîchissante et des plus nécessaire. » Ils signalent cependant un souci déontologique : « la socio-analyse risque, peut-être malgré elle, de confronter les personnes à une lecture d’elles-mêmes qui pourrait, au final, se révéler difficilement supportable. »

- Dario Paéz[16] (Université de San Sebastián, Département de psychologie sociale) conclut un compte-rendu du même livre en écrivant : « il s’agit là d’un livre intéressant pour des psychologues évolutifs, sociaux, intéressés aux motivations et à l’identité »[17]

- Francisca Marquez[18] (Université Alberto Hurtado, Santiago de Chile, Département d’anthropologie) pense que « les questions et la capacité d’immersion de Guy Bajoit en philosophie, psychanalyse et littérature {nous invitent} à parier sur l’importance de la liberté, dès lors qu’il s’agit d’analyser nos décisions dans la société. »

## Principales publication
(février 2015).
- Recherches sociologiques (no 1), 1980, 27 p., « Modèle culturel, idéologie et théorie de l'histoire » (article résumant sa thèse de doctorat en sociologie, défendue à l'UCLouvain en 1978)
- 1986. « Mouvements sociaux et politiques au Chili. 1983-85 » in La Documentation française, Problèmes d'Amérique Latine, n° 79, 21p.
- 1988. « Exit, Voice, Loyalty and... Apathy. Les réactions individuelles au mécontentement », in Revue française de sociologie, vol. XXIX, 20p.
- 1992. Pour une sociologie relationnelle, Presses universitaires de France, Coll. Le Sociologue, 310 p.
- 1995. (Coauteur avec Abraham Franssen) Les Jeunes dans la compétition culturelle, Presses Universitaires de France, Coll. Sociologie, 304 p.
- 1997. (Coordinateur avec Emmanuel Belin) Contributions à une sociologie du sujet, Paris, L'Harmattan, 320 p.
- 1998. "Pour que la Wallonie se porte mieux", in Revue Wallonie, n° 54-55.
- 1999. "Où est la classe dirigeante de la Wallonie ?", in Revue Louvain, n° 104.
- 2000. (Coordinateur avec F. Digneffe, J.-M. Jaspard, et Q. Nolet) : Jeunesse et société : la socialisation des jeunes dans un monde en mutation (ouvrage collectif), Bruxelles, Ed. De Boeck-Université, 350p.
- 2001. "La Wallonie face au défi de la mondialisation" in Les défis de la globalisation, Faculté des sciences économiques sociales et politiques de l'UCLouvain.
- 2003. Le Changement social, Analyse du changement social et culturel dans les sociétés contemporaines, Paris, Armand Colin, 280 p. (traduit en espagnol et publié au Chili sous le titre Todo Cambia, par les éditions LOM et en Espagne par les éditions Siglo XXI, sous le titre El Cambio social, ; traduit en portugais et publié au Brésil et au Portugal, sous le titre Tudo Muda, par les éditions UNIJUI-CEOS).
- 2008 (Coordinateur) Le Contrat social dans un monde en voie de globalisation, Fribourg (Suisse), Academic Press, 275 p.
- 2009 (Coauteur avec François Houtart et Bernard Duterme) : Amérique Latine : à gauche toute ? Charleroi (Belgique), Couleur Livre. (120 p.)
- 2010 : Socio-analyse des raisons d’agir. Études sur la liberté du sujet et de l’acteur, Québec, Presses de l’Université de Laval, 240 p.
- 2010 : Pour une sociologie de combat, Fribourg. Academic Press. (300p.)
- 2012 (Coordinateur avec Hugo José Suarez et Veronica Zubillaga) : El nuveo malestar en la cultura, Mexico, Universidad Autónoma de Mexico, Instituto de Investigaciones sociales.
- 2013 (Coordinateur avec Hugo José Suarez et Veronica Zubillaga) : La sociedad de la incertidumbre, Mexico, Universidad Autónoma de Mexico, Instituto de Investigaciones sociales.
- 2013 : L’individu, sujet de lui-même. Vers une socio-analyse de la relation sociale (Paris, Armand Colin, Nov. 2013), (330 p.)
- 2015 : Le modèle culturel civique de la cité grecque, (premier volume d’une recherche sur « Les modèles culturels constitutifs de la culture de l’Europe occidentale »), Éditions Academia-L’Harmattan.
- 2015 : La Maison du sociologue. Pour une théorie sociologique générale, Éditions Academia-L’Harmattan (à paraître en mai 2015).
- 2016 : "Pourquoi y a-t-il des attentats terroristes en Europe occidentale?", site <www.cetri.be>/Publications ;
- 2016 :  "Le capitalisme néolibéral : comment il fonctionne et comment le combattre?" (idem) ;
- 2016 : "Qu'est-ce qu'un bon gouvernement? (idem).
- 2017 : Le modèle culturel aristocratique de la Rome Antique, (second volume d’une recherche sur « Les modèles culturels constitutifs de la culture de l’Europe occidentale »), Éditions Academia-L’Harmattan.
- 2017 : "Soyons de gauche, ici, maintenant et ... d'urgence !", site <www.cetri.be>/Publications
- 2020 : Le modèle culturel chrétien de la France médiévale, (troisième volume d’une recherche sur « Les modèles culturels constitutifs de la culture de l’Europe occidentale »), Éditions Academia-L’Harmattan.
- 2021: "Le capitalisme néolibéral. Comment il fonctionne et comment le combattre?,  prologue rédige par Riccardo Petrella. Louvain-la-Neuve, Edition Academia,(200 pages).